# Rezolucja Rady Bezpieczeństwa ONZ nr 108
Rezolucja Rady Bezpieczeństwa ONZ nr 108 – została jednomyślnie uchwalona 8 września 1955 roku. Przyjęto ją, po kolejnym sprawozdaniu Szefa Sztabu UNTSO. Rada Bezpieczeństwa wezwała obie strony konfliktu arabsko-żydowskiego do bezwarunkowego zawieszenia broni. Rezolucja zawierała również postulat skutecznego oddzielenia wrogich oddziałów za pomocą sił i środków misji UNTSO. Żądano też od obu stron konfliktu zapewnienia prawa do przemieszczania się obserwatorów ONZ w terenie.